# Waukesha
Waukesha è una città degli Stati Uniti d'America, capoluogo della contea di Waukesha nello stato del Wisconsin. Al censimento del 2000 possedeva una popolazione di 64 825 abitanti.
In questa città ebbe luogo, nel 2014, il cosiddetto accoltellamento di "Slender Man" ai danni dell'allora dodicenne Payton Leutner.
Il 21 novembre 2021 il trentanovenne afroamericano Darrell Edward Brooks Jr. ha fatto irruzione a bordo del suo SUV in una strada della città che era al momento chiusa per lo svolgimento della tradizionale parata natalizia causando sei morti di cui cinque di età compresa tra i 52 e gli 81 anni e un bambino morto più tardi in ospedale e 40 feriti tra cui 18 bambini incluso quello successivamente deceduto; nove di questi feriti sono arrivati in ospedale in condizioni gravissime.